# Білівська сільська рада (Алтайський район)
Білі́вська сільська рада (рос. Беловский сельский совет) — сільське поселення у складі Алтайського району Алтайського краю Росії.
Адміністративний центр — село Біле.

## Населення
Населення — 401 особа (2019; 471 в 2010, 719 у 2002).

## Склад
До складу сільської ради входять:
| Населений пункт | Населення, осіб (2002) | Населення, осіб (2010) |
| --------------- | ---------------------- | ---------------------- |
| Біле, село      | 406                    | 248                    |
| Булухта, селище | 16                     | 13                     |
| Комар, село     | 297                    | 210                    |